# Гатенберг (Ајова)
Гатенберг (енгл. Guttenberg) град је у америчкој савезној држави Ајова. По попису становништва из 2010. у њему је живело 1.919 становника.

## Демографија
Према попису становништва из 2010. у граду је живело 1.919 становника, што је -68 (-3.4%) становника више него 2000. године.
| Група             | 2000.         | 2010.         |
| Белци             | 1.956 (98,4%) | 1.873 (97,6%) |
| Афроамериканци    | 9 (0,5%)      | 3 (0,2%)      |
| Азијати           | 3 (0,2%)      | 9 (0,5%)      |
| Хиспаноамериканци | 10 (0,5%)     | 25 (1,3%)     |
| Укупно            | 1.987         | 1.919         |